# 西朱村曹魏墓

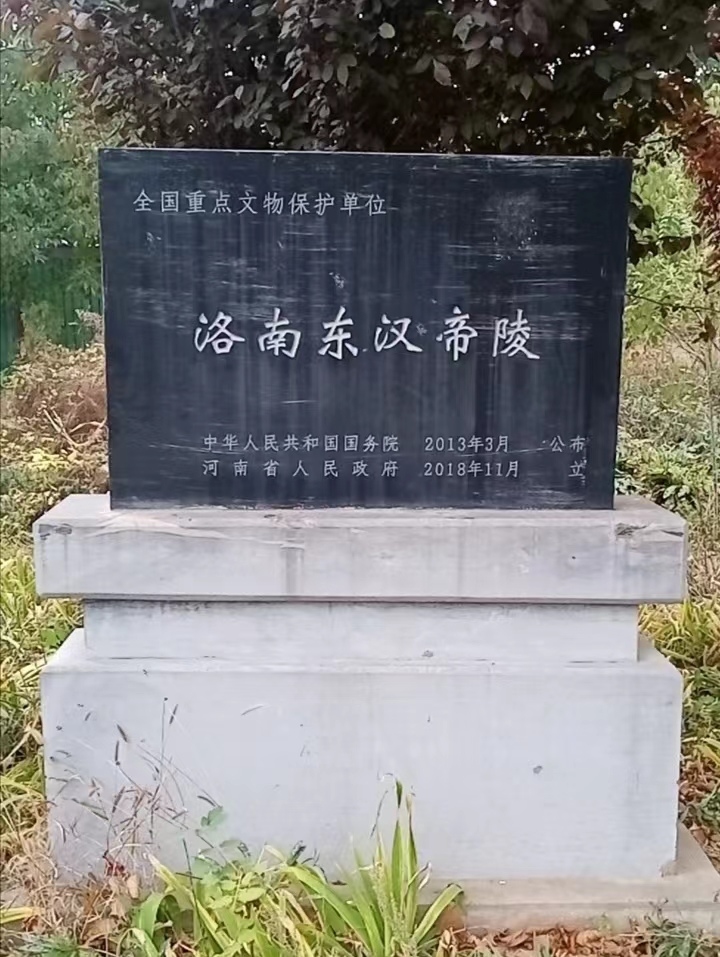
西朱村曹魏墓M1旁的文保碑上写的是同为国保的洛南东汉帝陵

西朱村曹魏墓是位于河南省洛阳市洛龙区寇店镇西朱村的一组曹魏时期大型墓葬。该墓葬曾入选2016年度“六大考古新发现”，2019年10月7日被公布为第八批全国重点文物保护单位。

## 发现、发掘历史
2015年7月19日，在万安山北麓、西朱村南侧，村民偶然发现一座古墓（后称一号墓或M1）。洛阳市考古研究院在现场勘查后，认为存在盗掘风险，遂决定进行抢救性发掘。在初步勘探后，发现墓葬规模宏大，于是对周边区域进行了大规模勘查，共发现三座墓葬，其中一座位于M1东侧410米处（后称二号墓或M2）。
2015年8月，一号墓开始考古发掘，至2016年12月已结束。二号墓已勘探，尚未发掘。在一号墓的发掘中发现，该墓有三个盗洞，封门已破坏，随葬品大多被盗，甚至连墓砖也被大量盗取，墓顶已大面积坍塌。

## 墓葬形制
一、二号墓均为长斜坡墓道，东西朝向，且两墓中线重合。沿此线向西约2.5公里的“禹宿谷堆”，据考证为曹魏圜丘遗址。圜丘正位于汉魏洛阳故城南北轴线上，轴线方向约为4度。而圜丘-M1-M2这条东西轴线的方向约为94度，两者恰好垂直。
三座大墓均未发现封土痕迹或建筑遗址，符合文献中曹魏陵寝“不封不树”、不设陵寝建筑的记载。
一号墓为砖券多室墓，墓道朝西，东西全长52.1米。墓室分前后室，无耳室。前室砖壁及券顶上有残存壁画，后室顶部已坍塌。后室东北部有板灰、朽木痕迹和铁片，应为放置棺木的位置，尸骨已完全腐朽。其所用墓砖与曹休墓非常相似，甚至出现了相同的戳计，因此修建时间也应与曹休墓接近。
二号墓为明券砖室“甲”字墓，墓道朝东，东西全长59.8米。墓室近长方形，东西长19.9米，南北宽12.6—14.7米。

## 出土文物
一号墓被盗严重，但仍出土文物615件套，陶器有餐具、炊具、生活用具、侍俑、家禽家畜等，铁器有工具、葬具等，石质礼器有石璧和石圭。其中数量最多的是石楬，共327件，其上所刻文字为随葬品的详细记录。石楬上有圆孔，孔内原应有绳，用来系在相应的随葬品上，但已腐朽无存。根据石楬的记载，随葬品中还应有车马、兵器、乐器、服饰、文具、玩具、礼器、珍玩等。但因被盗严重，仅少数石楬能找到对应的随葬品。这些石楬与曹操墓出土的石楬较为相似，印证了石楬的真实性。（曹操墓是此前唯一出土过石楬的墓。）

## 墓主
洛阳地区高等级古墓葬多为南向，如北边几公里的洛南东汉帝陵。而M1、M2则与已确认的曹魏高等级墓葬，如曹操墓、曹植墓、曹休墓一样，均为东西朝向。
M1的规模与曹休墓大致相当，疑与高平陵有关。从放置棺木的铁片来看，墓中应有两具棺木；其中石楬所记物品中，男女使用的都有，应属男女合葬墓；其中还有儿童玩具，且墓室长度仅1.5米，则墓主应为儿童。这些特征与早亡，且被配冥婚的曹叡之女曹淑非常吻合。此外，墓中未发现遗骸，也符合墓主为儿童的推测，因为儿童的骨骼更容易腐朽。在曹植为侄孙女曹淑所作的《平原懿公主诔》中对曹淑墓的描写，也与M1相当吻合。在研究过程中，也曾猜测墓主可能是曹彰、曹叡、明元郭皇后、明悼毛皇后、曹芳等人。
M2的规模已达帝陵级别，业界已普遍认为是魏明帝曹叡的高平陵。

## 规划

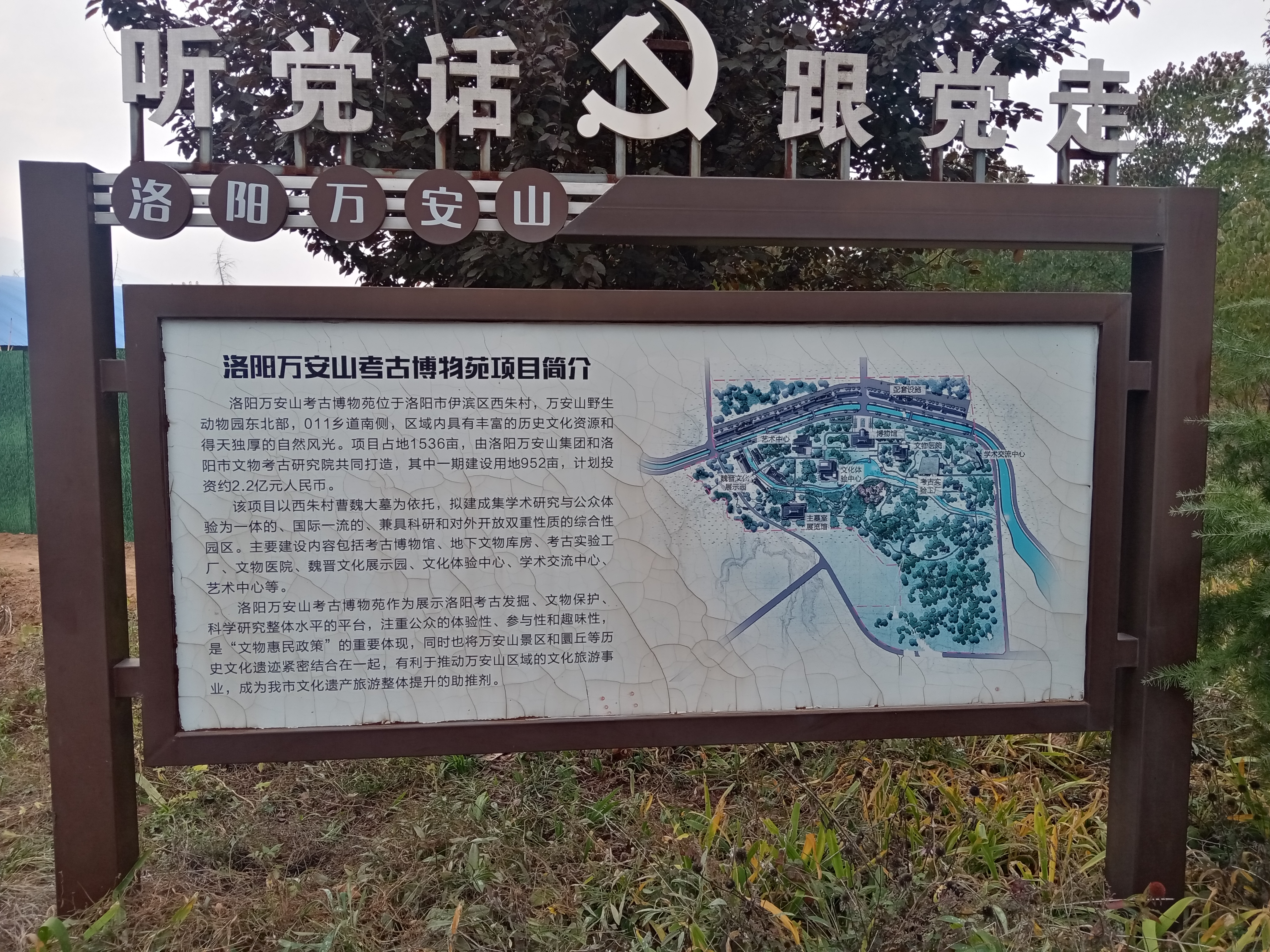
西朱村曹魏墓M1旁展示的“洛阳万安山考古博物苑项目简介”

洛阳在西朱村曹魏墓周围规划了一座“洛阳考古博物苑”，展示该墓本体及三国文化，并计划将其它考古遗迹整体搬迁过来集中展示。同时，还计划设置考古实验室及游客体验中心。